# Archie Andrews
Archibald "Archie" Andrews, criado em 1941 pelo editor John L. Goldwater e o artista Bob Montana em colaboração com o escritor Vic Bloom, O nome Bob Montana cai sob uma linha de crédito separada que o define como o "criador" de semelhanças dos personagens originais. Com a criação de Archie Andrews, o editor John Goldwater esperava atrair os fãs dos filmes de Andy Hardy estrelados por Mickey Rooney. É o personagem principal em uma série americana de quadrinhos publicada pela Archie Comics, bem como a longa série de rádio Archie Andrews, uma tira de quadrinhos sindicalizada, The Archie Show, Archie's Weird Mysteries e Riverdale.

## Biografia do personagem fictício
Archibald "Archie" Andrews estreou em Pep Comics 22 (cover date em dezembro de 1941). Ele é o único filho de Mary e Fred Andrews. Seu pai trabalha como executivo de nível médio. Sua vida anterior é revelada nas histórias do "Little Archie" quando ele teve um cachorro chamado Spotty. Archie mora em Riverdale, onde frequenta a Riverdale High School.
Archie é um adolescente típico da pequena cidade. Sua primeira paixão é Betty Cooper, mas também se apaixona por Veronica Lodge, formando o triângulo amoroso, dirigindo muitas das histórias. Ele tem as melhores intenções, mas muitas vezes entra em conflito com o rico pai de Veronica, Hiram Lodge e o diretor de Riverdale High, Waldo Weatherbee. Como o vocalista de The Archies, Archie atua com Betty e Veronica, bem como com seu rival Reggie Mantle e melhor amigo Jughead Jones.
Mary e Fred Andrews são de ascendência escocesa. O avô paterno de Archie, Andy Andrews, imigrou da Escócia para os Estados Unidos e fez amizade com o antepassado russo de Moose Mason, que havia emigrado ao mesmo tempo. Archie foi retratado vestindo o tradicional kilt de seus antepassados e jogando bagpipes (mas não muito bem).
A série Little Archie, publicada de 1956 até meados da década de 1990, narra as aventuras do pré-adolescente Archie e seus amigos na escola primária.
O reavivamento de 2010 da série Life with Archie narra duas linhas de história alternativas e paralelas nas quais Archie se casa com Betty e Veronica.

## Relacionamentos

### Vida amorosa
O triângulo amoroso entre Betty, Archie e Veronica tornou-se a marca registrada das histórias Archie desde que o personagem foi criado há mais de 70 anos. Na estreia de Archie, quando ele foi apelidado de Chick, ele estava tentando impressionar a garota mais rica em Riverdale, Veronica Lodge. Quando Betty Cooper se muda para Riverdale, no entanto, ele chamou sua atenção para ela, tornando Veronica irritada e com ciúmes. Ela começou a competir com Betty por seu carinho.
O problema é que Archie retribui os dois sentimentos por ele. Archie pode contar com Betty com freqüência, para levantar seu ego. Ele geralmente pensa em Betty apenas como amigo e confidente. Betty ama Archie, mas ele freqüentemente a rejeita. Archie gosta que ele possa usar a Betty como um back-up quando ele não tiver um encontro com sua namorada principal, Veronica. Ele não gosta  quando Betty também se inclina para outros meninos, querendo que ela fique disponível como sua segunda opção. Agora que Betty data esporadicamente Jason Blossom e Adam Chisholm, Archie mostra um tom de ciúmes. Archie é casado com Betty em Archie Marries Betty: série Life With Archie e casado com Veronica em Archie Marries Veronica: Life with Archie series.
Archie considera Veronica como sua namorada, dizendo isso para todos. Archie está sempre competindo por seu carinho com seu rival Reggie Mantle e ocasionalmente com outros meninos. Veronica, por outro lado, mantém Archie na dúvida, nunca deixando que ele a tenha na palma da mão dele, o que o faz preferir Veronica sobre Betty, o que é muito desgosto para Betty.
Um terceiro interesse de amor é uma rica garota de cabeça vermelha chamada Cheryl Blossom. No início, ela foi considerada muito sexual e um pouco promíscua e ela foi tirada da série, mas devido à sua popularidade, ela foi trazida de volta em Love Showdown , uma mini-série de quatro partes na qual Archie tenta tomar uma decisão entre Cheryl, Betty e Veronica. Apesar dos esforços de Cheryl e Betty, ele surpreendentemente escolheu Veronica, muito para seu deleito.
Em 15 de maio de 2009, a Archie Comics anunciou que Archie finalmente escolheria uma das meninas para se casar, em um arco de história em Archie nº 600–606 (agosto de 2009 – fevereiro de 2010). Para mostrar dois futuros possíveis: um onde Archie se casa com a Veronica (edições 600–602) e a outra Betty (603–605). Em ambos, ele tem gêmeos: um menino também chamado Archie, que se parece com ele, e uma menina com o nome e se lembra de qualquer garota com quem ele se casou. A edição 606 foi um epílogo para Archie Marries Veronica/Archie Marries Betty que retorna ao formato antigo dos quadrinhos.
Em Archie nº 608 (maio de 2010), Archie começou um relacionamento com Valerie Brown, fazendo a primeira amiga negra do Archie. The Archies e Josie e as Gatinhas estavam viajando juntos. Durante o ensaio, Archie e Valerie ficaram secretamente apaixonados quando escreveram a canção "More Than Words" que descreveu seus sentimentos. A edição nº 609 revelou que essa relação havia se infiltrado no conhecimento comum até o final da turnê. Archie e Valerie foram forçados a separar quando as Gatinhas estavam viajando pela Europa sem os Archies, mas esperavam manter seu relacionamento. Nos quadrinhos Archie Marries Valerie, Valerie está esperando um bebê com Archie, a quem eles nomeiam Star.

### Amigos
Jughead Jones foi o melhor amigo de Archie desde a infância. Quando Jughead chegou pela primeira vez a Riverdale, ele estava de mau humor e tendeu a demitir o Archie. No entanto, Archie, de bom coração, tentou animar Jughead e os dois foram inseparáveis desde então. Jughead usa uma marca registrada clubhouse beanie (um estilo da época da Depressão de vestuário improvisado, criado a partir de um fedora invertido com uma borda cortada de estilhaços e decorado com pinbacks variados) e uma expressão inescrutável e de pálpebras fechadas. Muitas vezes Jughead tem que ajudar Archie a sair de uma situação complicada. Jughead geralmente sabe quando as idéias de Archie não funcionam, mas é impotente para evitar se envolver.
Reggie Mantle é o rival romântico e atlético constante da Archie. Cada um faz muitas vezes tentativas de separar o outro da Veronica, ocasionalmente exibindo violência física, e ambos ganharam sua parte justa de arranhões uns com os outros. Reggie aproveita todas as oportunidades para brincar de piadas práticas no Archie e fazer sabedoria cínica. No entanto, Reggie é freqüentemente mostrado como um companheiro e do Archie, apesar de sua arrogância e natureza competitiva, e muitas vezes são vistos juntos praticando atletismo ou buscando datas.
Os outros amigos de Archie incluem Dilton Doiley, o gênio local que recebe Archie dentro e fora de problemas através de suas experiências e invenções; Moose Mason, o atleta estelar da Riverdale High, que é fraco, mas é simpático, que muitas vezes é o companheiro de equipe de Archie; Chuck Clayton, outro dos companheiros de equipe de Archie, que originalmente era tímido e recluso, mas saiu de sua concha quando Archie fez amizade com ele; as namoradas de Moose e Chuck, Midge Klump e Nancy Woods, duas das poucas meninas atraentes, Archie, não se apaixonam; e Ethel Muggs, uma menina com uma grande paixão por Jughead, que muitas vezes ganha seu coração com o uso de biscoitos recém-assados.

## Interesses

### Esportes
Fora do namoro, o Archie gosta em grande parte dos esportes. Ele joga beisebol, basquete e futebol para as equipes Riverdale High. Embora muitas vezes não seja um atleta tão bom como Moose Mason, Chuck Clayton ou Reggie Mantle, ele prova ser um membro valioso do time da escola. Os treinadores Kleats e Clayton valorizam-no por suas habilidades atléticas e seu espírito de equipe. No entanto, as habilidades atléticas de Archie variam de história para história, devido à sua freqüente torpeza. Ele também tem uma tendência a prestar mais atenção aos líderes de torcida do que ao seu jogo. Por este motivo, o treinador Kleats tenta frequentemente evitar recorrer ao uso de Archie em um jogo.

### O carro de Archie
Os automóveis são um dos hobbies do Archie, e ele é apaixonado por seu carro. Durante décadas, ele foi mostrado dirigindo um Ford Model T de 1916 jalopy chamado "Betsy". No Archie double digest nº 192, é dito ser um Model A. Em uma história durante a qual Archie tentou ter seu jalopy segurado, ele descreveu como sendo um "Ford, Chevy, Plymouth, Pierce-Arrow, Packard, DeSoto, Hudson ..." explicando que o jalopy era "uma coleção de peças de reposição de vários junkyards", alguns dos que remontava a 1926.
O jalopy de Archie foi destruído permanentemente na edição nº 238 de Life With Archie, que foi publicado em 1983.[carece de fontes?] Nos quadrinhos mais novos, ele conduz um século Ford Mustang, de meados da década de 1960, que é mais contemporâneo, mas ainda não confiável e propenso a avarias. Archie Digest 239, publicado em outubro de 2007, incluiu uma nova história em que o Sr. Lodge possuía um carro antigo que tinha uma forte semelhança com o jalopy de Archie. A história apresentou o avô de Archie que, como adolescente, olhou e se vestiu como Archie da década de 1940. Descobriu-se que ele possuía o mesmo jalopy que o Sr. Lodge já possuía.

### The Archies
The Archies é uma banda de garagem contendo Archie (vocalista e guitarra principal), Reggie (baixista ou guitarrista), Veronica (vocais e teclados), Betty (vocal e pandeiro) e Jughead (bateria). Archie fundou o próprio grupo. Embora não seja tão famosa quanto Josie e as Gatinhas, a banda toca inúmeros shows e tem alguma notoriedade. Na série Little Archies, a banda apenas começa a se formar, embora Archie, Betty, Jughead, Reggie e Veronica comecem a tocar diferentes tipos de músicas.

## Morte de Archie
72 anos após a primeira aparição do personagem, em abril de 2014, a Archie Comics anunciou que o Archie adulto seria morto na edição de julho de 2014 (nº  36) de Life with Archie, enquanto o adolescente Archie continuaria nos outros títulos das séries cómicas Archie. Archie morre quando é baleado no estômago enquanto guarda seu amigo, o senador Kevin Keller. A história está escrita de modo a terminar ambos os argumentos, sem se comprometer com qual menina Archie se casou e contém vários flashbacks para os dias Little Archie. A edição final (nº 37) é definida um ano após a morte de Archie. Todos os seus amigos o homenageiam e Riverdale High School é oficialmente renomeado Archie Andrews High School em sua homenagem. A história termina com Jughead, dono da Choklit Shop, servindo um sundae a três crianças que se parecem com Little Archie, Betty e Veronica.

## Em outras mídias

### Rádio
Os personagens de Montana foram ouvidos no rádio no início da década de 1940. Archie Andrews começou na NBC Blue Network em 31 de maio de 1943, mudou para a Mutual em 1944, e continuou na NBC radio de 1945 até 5 de setembro de 1953. O locutor original do programa foi Kenneth Banghart, mais tarde sucedido por Bob Shepard (durante a temporada 1947–1948, quando a Swift and Company patrocinou o programa) e Dick Dudley. Archie foi interpretado pela primeira vez por Charles Mullen (1943–1944), Jack Grimes (1944) e Burt Boyar (1945), com Bob Hastings (1945–1953) como personagem do título durante os anos NBC. Jughead foi retratado por Hal Stone, Cameron Andrews e mais tarde por Arnold Stang. Stone depois escreveu sobre sua carreira de rádio em sua autobiografia, Relax... Archie! Re-laxx! (Bygone Days Press, 2003). Durante a corrida da NBC, Rosemary Rice retratou Betty, Gloria Mann retratou Veronica, Alice Yourman retratou a mãe de Archie, Mary Andrews e Arthur "Art" Kohl foi o pai de Archie, Fred Andrews.

### Televisão

#### Animação
- Archie Andrews apareceu em The Archie Show, uma série de desenhos animados de 1968 produzida por Filmation. Ele também apareceu nos vários spin-offs produzidos no mesmo formato de 1969 a 1977: Archie's TV Funnies, The U.S. of Archie, e outros. Ele foi expressado por Dallas McKennon.
- Archie Andrews apareceu em The New Archies, uma re-imaginação de 1987 de Archie e da gangue. Archie foi retratado como pré-adolescente no ensino médio. Ele foi expressado por J. Michael Roncetti.
- Archie Andrews apareceu em Archie's Weird Mysteries expressado por Andrew Rannells. Esta versão é um repórter para o jornal da escola local.

#### Live-action
- Em 6 de maio de 1990, NBC produziu Archie: To Riverdale and Back Again, um filme de televisão (e um quadrinho subseqüente) que retrata os personagens como adultos 15 anos após a sua graduação do ensino médio. Christopher Rich retratou Archie Andrews.
- Archie aparece em Riverdale, uma série de drama para The CW com KJ Apa estrelando como o personagem.[8][9][10]

### Filme
- Archie Andrews apareceu em The Archies in Jugman, expresso por Andrew Rannells. O filme foi lançado direto para o vídeo e ocorre após Archie's Weird Mysteries.

### Jogos
- Archie aparece como um personagem no jogo móvel Crossy Road.